# Racine médiale du nerf médian
La racine médiale du nerf médian est une des branches terminales du faisceau médial du plexus brachial.
C'est l'une des deux racines du nerf médian lui distribuant les racines C8 et T1 du plexus brachial.